# 통화 기호

통화 기호(currency sign)은 통화를 약칭하여 쓰는 상징이다. 국제적으로는 ISO 4217 인증이 널리 쓰이며 국가마다 쓰는 기호가 천차만별이다. 하지만 대부분의 화폐가 통화 기호를 독자적으로 갖고 있는 것은 아니다.
통화 기호를 넣는 것은 화폐의 크기에 따라 위치가 달라지는 경우가 더러 있다. 라틴 아메리카와 영어권 국가에서는 £50.00과 같이 기호가 수치 앞에 온다. 뒤에 오는 경우도 있었으며 포르투갈 에스쿠도와 프랑스 프랑은 폐지 전 소수점 앞에 기호를 놓았다.(예 50$00 or 12₣34).
십진제 구분의 경우 국가마다 차이가 있다. 영국의 경우 가운뎃점을 이용해 구분하는 경우가 흔하며(예 '£5·52') 문어체에서는 쓰지 않는다. 반점(,)의 경우 스페인 등 여러 국가에서 사용되기도 한다.

## 같이 보기
- 국제 통화 기호 (¤)
- 통화 목록